# By Public Demand
By Public Demand är det svenska skabandet The Skalatones' debutalbum, utgivet 1997 på Sidekicks Records.

## Låtlista
1. "Start Skanking"
2. "Sophisicated Robbery"
3. "One Droop"
4. "(What Ever Happened) Last Nite"
5. "4 of Them Outta Jail"
6. "The Geezer"
7. "Skalatones Theme"
8. "Mr Probation Officer"
9. "The Key"
10. "Step Aside"
11. "Arte Bella"

### Fotnoter
1. ↑  ”By Public Demand”. Burning Heart Records. http://www.burningheart.com/bands/index.php?id=199&bio=2. Läst 19 april 2012.